# Trachycephalus coriaceus
A Trachycephalus coriaceus a kétéltűek (Amphibia) osztályának békák (Anura) rendjébe és a levelibéka-félék (Hylidae) családjába tartozó faj.

## Előfordulása
A faj Brazíliában, Bolíviában, Ecuadorban, Francia Guyanában, Peruban, Suriname-ban és valószínűleg Kolumbiában él. Természetes élőhelye szubtrópusi vagy trópusi nedves síkvidéki erdők. A fajt élőhelyének elvesztése fenyegeti.